# Ferdinand Elbers

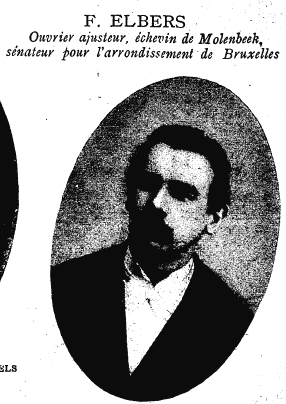
Ferdinand Elbers

Ferdinand Elbers (Gent, 24 december 1862 - Sint-Jans-Molenbeek, 8 augustus 1943) was een Belgisch mechanicus, vakbondsman en politicus.

## Levensloop
In 1901 werd Elbers secretaris van de Brusselse federatie van de Belgische Werkliedenpartij (POB-BWP).
In datzelfde jaar stelde hij naar aanleiding van de taalstrijd binnen de federatie de vraag:
Gezellen, denkt gij niet dat een vlaamsche volksvertegenwoordiger zich opdringt, in ons arrondissement, die samengesteld is uit 125 gemeenten, waarvan er 112 uitsluitend vlaamsch zijn. Wij denken onze plicht te volbrengen door u te melden dat men op den buiten vraagt een vlaamschen volksvertegenwoordiger te benoemen en de Federatie zou heel wijs handelen indien zij in de toekomst een volksvertegenwoordiger koos die de taal der buitenlieden van het arrondissement Brussel schreef en sprak.
Nog in 1901 maande Elbers, op het congres van de federatie van metaalbewerkers, aan tot fusering van kleine met grote vakbonden, teneinde zo meer slagkracht te krijgen.
In 1904 werd Elbers verkozen tot senator voor de Belgische Werkliedenpartij, maar zijn verkiezing werd ongeldig verklaard en zijn parlementaire zetel hem ontzegd. Het jaar daarop werd hij provinciaal senator voor Brabant en bleef dit tot in 1912.
In 1912 werd hij verkozen tot kamerlid, een mandaat dat hij bekleedde tot in 1929.
Elbers werd verkozen tot gemeenteraadslid van Sint-Jans-Molenbeek in 1896 en was er schepen van 1900 tot 1912 en opnieuw in 1926.